# AlgaeBase
AlgaeBase 또는 알지베이스는 모든 조류(藻類) 뿐만 아니라 속씨식물과 해초류에 관한 정보를 담고 있는 전세계의 종 데이터베이스의 하나이다. 알지베이스는 마이클 기어리(Michael Guiry)의 해초류 웹사이트에서 발전했으며, 전 세계의 민물과 육상, 기수, 해양 서식지의 조류 데이터베이스로 성장했다. 2020년 12월말 현재, 데이터베이스는 약 7300여 종의 홍조류와 약 2000여 종의 갈조류를 포함하고 있다. 녹조류는 약 6700여 종의 녹조식물과 약 4900여 종의 윤조식물을 포함하고 있다. 돌말류는 약 16,000여 종을 포함하고 있다.